# Белоянис
Белоянис (на унгарски: Beloiannisz, на гръцки: Μπελογιάννης) е село в централна Унгария, област Фейер.

## История
Селото е основано в 1950 година от бежанци от Гръцката гражданска война и е кръстено на Никос Белоянис.